# 陳海維
陳海維（英文：Chan Hai Wei），是一位马来西亚词曲创作人、音乐制作人，从事音乐创作与制作超过25年。其音乐涵盖流行、影视、广告、选举主题曲等，合作歌手包括刘德华、黄小琥、言承旭、張韶涵、品冠、任賢齊、郭采潔、戴爱玲等。曾为华纳音乐旗下签约作者，并创立自己的音乐公司。

## 生平
陈海维于1990年代中期展开音乐创作之路，初期以词曲创作为主。2000年代起，他的作品多次被港台及东南亚地区歌手收录。
曾为华纳音乐旗下专属作者，创作多首畅销作品。2021年于马来西亚创立“大向音乐版权公司”（Bigphase Music）。2024年，与资深创作人伍家輝于香港共同创立“大向小品音樂” (SBBP Music)，并于吉隆坡举办发布会，签下46位专属创作人，正式投入音乐版权经营与培育。
他亦活跃于地方文化与公共事务相关音乐制作，包括为马来西亚民主行动党候选人黄顺祥创作竞选歌曲《AIR ITAM郎》。
2024年担任Nicole赖淞凤新歌《室內高人》的制作人，并参与团队创作。
他也参与Fuying & Sam新歌《每当风起》的制作。

## 奖项与荣誉
- 2004年： 
  - 《飞行943》（演唱：陈家凯）获得第8届马来西亚娱协奖“最佳原创歌曲奖（本地组）”
  - 同曲亦入选“十大原创歌曲奖（本地组）”
- 2005年：
  - 为言承旭创作《一公尺》，该曲获选为台湾 Hit FM 年度白金首播单曲
  - 并入选新加坡 YES 933 十大金曲
- 2009年：
  - 任贤齐演唱的《气管炎》获得新城国语力颁奖礼“劲歌K歌奖”、“热播冠军歌曲大奖”
- 2012年：
  - 黄小琥演唱的《对爱期待》入选全球流行金曲榜“年度二十大金曲”
- 2024年：
  - 获中华校友会颁发“杰华校友奖”[5]

## 音樂作品列表
| 歌曲名稱           | 演唱者         | 參與角色                  |
| ------------------ | -------------- | ------------------------- |
| 对爱期待           | 黄小琥         | 作曲                      |
| 投名状             | 刘德华         | 作词 / 作曲               |
| 明明爱你           | 张韶涵         | 作曲                      |
| 姐妹               | 品冠 / 黄嘉千  | 作曲                      |
| 一公尺             | 言承旭         | 作曲                      |
| 气管炎             | 任贤齐         | 作曲                      |
| 坏掉的大人         | 陈势安         | 作曲                      |
| 每当风起           | Fuying & Sam   | 制作                      |
| 海阔天空           | Layla          | 制作 / 编曲               |
| 半空               | 刘以豪         | 作词 / 作曲               |
| 阿爸               | 戴爱玲         | 作词 / 作曲               |
| 到底               | 戴爱玲         | 作词 / 作曲               |
| 哈哈哈新年喜戏     | 姜皓文         | 监制 / 制作               |
| 最佳一夥           | 刘界辉         | 监制                      |
| 大富翁             | 品冠           | 作曲                      |
| 千人迷             | 景行厅男孩     | 作曲                      |
| Say Goodbye        | 孙盛希         | 作词 / 作曲               |
| 要你幸福           | 满文军         | 作词 / 作曲               |
| 登场               | 陈盛宇         | 作词 / 作曲               |
| 明知故爱           | 古振邦         | 监制 / 制作               |
| Love You Deep Deep | Angelloweee    | 制作 / 编曲 / 作词 / 作曲 |
| 新年会更好         | Pantai Vibes   | 音乐制作 / MV制作         |
| 飞行943            | 陈家凯         | 作词 / 作曲               |
| 要不要             | 戴爱玲         | 作词 / 作曲               |
| 一瞬间             | 鞠起           | 作词 / 作曲               |
| 变化球             | 郭品超         | 作曲                      |
| 超完美地狱         | 郭采洁         | 作曲                      |
| 恋爱公路           | 张玉华         | 作曲                      |
| 星海               | Layla          | 制作                      |
| 追雨               | 江美琪         | 作曲                      |
| 好好               | 李宣榕         | 作曲                      |
| 很自己             | 伍家辉         | 作曲                      |
| 一起晒星光         | 明道           | 作曲                      |
| 狂想               | 冯建宇         | 作词 / 作曲               |
| 心之所往           | 陈势安         | 作词 / 作曲               |
| 心电感应           | 蜜雪薇琪       | 作曲                      |
| 咸鱼               | 黄靖伦         | 作曲                      |
| 爱的入场券         | 可米小子       | 作曲                      |
| 顺其自然           | Layla          | 制作                      |
| 反差               | 古振邦         | 制作                      |
| 一个人             | 大颖           | 配唱制作                  |
| 巴比诺             | Layla ft Bunga | 制作 / 编曲 / 作词 / 作曲 |
| 人来人往           | 孙佩佳         | 编曲 / 制作               |
| 不要不要           | Angelloweee    | 制作                      |
| 要你说爱我         | 伍家辉         | 作词 / 作曲               |
| 听听               | 伍家辉         | 作词 / 作曲               |
| 室内高人           | 赖淞凤         | 制作                      |
| 竹蜻蜓             | 李依瑾         | 作曲                      |
| 白马公主           | 刘婉莹         | 作词 / 作曲               |
| SORRY              | 郭采洁         | 作词 / 作曲               |
| 旅晨               | 吴凯娴         | 制作                      |
| 停电               | Layla          | 制作 / 编曲 / 作词 / 作曲 |

## 重要合作与作品
- 陈海维与刘德华合作歌曲《投名状》，担任作词与作曲。该曲为电影《投名状》主题曲之一，2008年曾入围第八届音乐风云榜“最佳影视歌曲奖”提名。
- 陈海维参与了由言承旭演唱的歌曲《一公尺》的创作，该曲获得2005年台湾Hit FM年度白金首播单曲及新加坡YES 933十大金曲的荣誉
- 2021年，擔任馬來西亞「馬來妹」Layla Sania與Bunga的中文饒舌歌曲製作人，參與跨文化創作，為該中文歌曲擔任製作人。[6]